# Tierpark Weißwasser
Koordinaten: 51° 30′ 41″ N, 14° 37′ 59″ O
Der Tierpark Weißwasser ist ein Tierpark in der ostsächsischen Stadt Weißwasser/Oberlausitz nahe dem Stadtzentrum, unmittelbar nördlich am Jahnteich im Jahnpark.

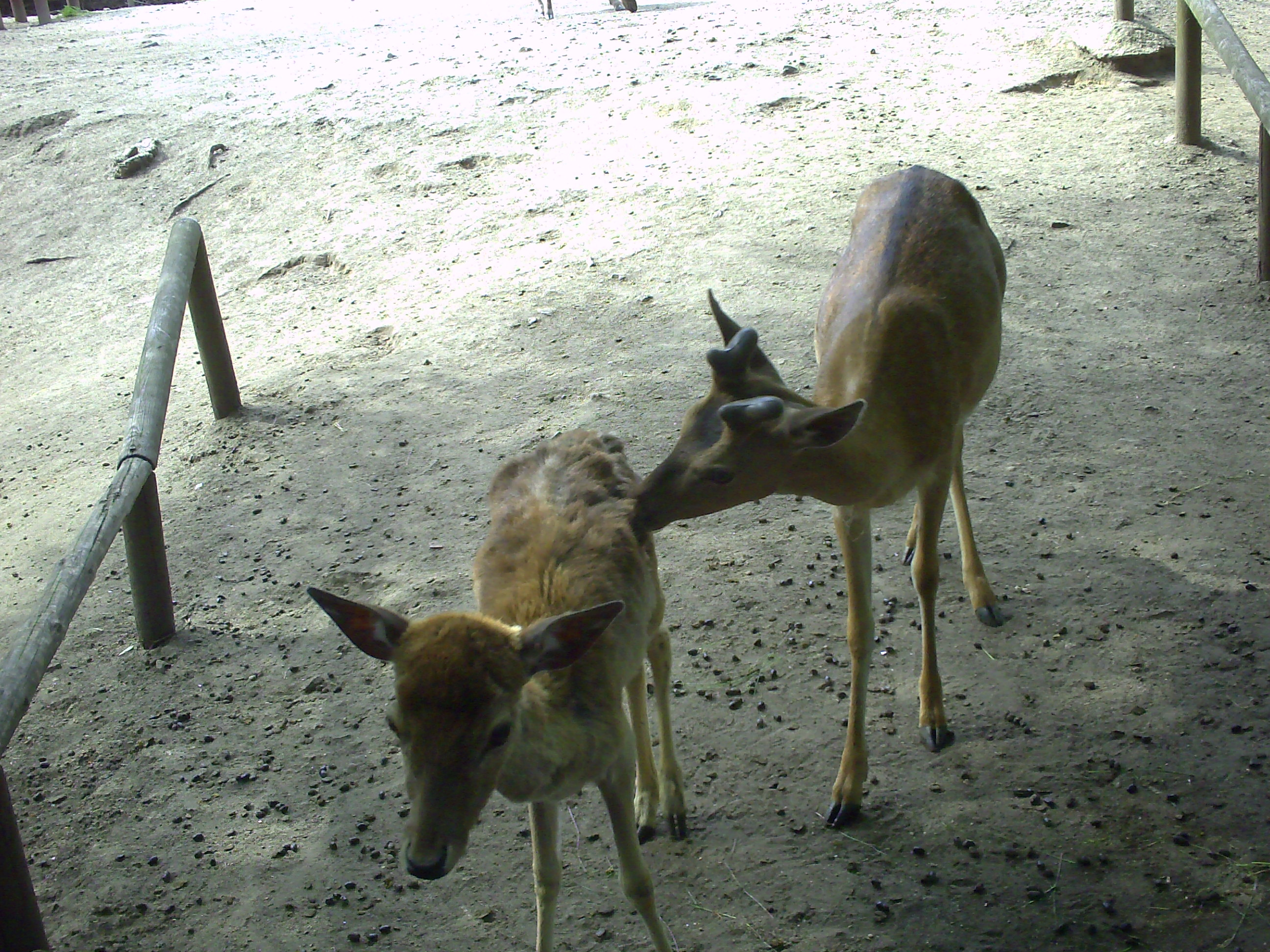
Europäische Damhirsche im Tierpark der Stadt Weißwasser

Er wurde 1966 als Initiative von Bürgern, Betrieben und Einrichtungen der Stadt gegründet und beherbergt auf einer Fläche von 6,5 Hektar mehr als 75 Arten und Rassen unter anderem aus Europa, Asien, Afrika und Südamerika. Der Tierpark nimmt am Europäischen Erhaltungszuchtprogramm teil und beherbergt ein Pärchen des vom Aussterben bedrohten Balistars. Dessen Nachzucht war bislang erfolglos.

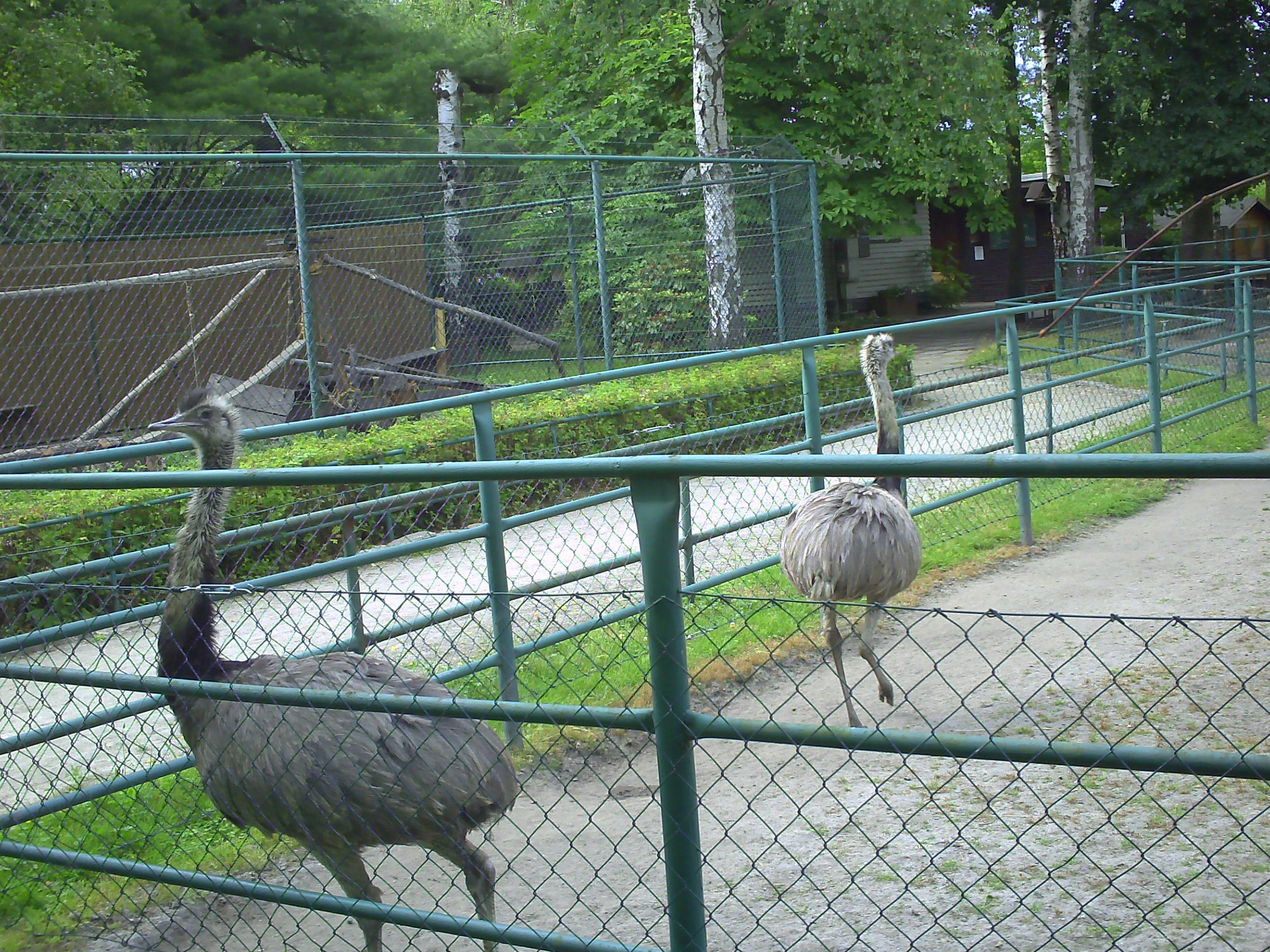
Nandus auf der Außenanlage ihres Geheges im Tierpark Weißwasser

Teils begehbare Gehege und Anlagen erlauben den direkten und hautnahen Kontakt zu einigen dieser Tierarten.
Mitte der 1990er Jahre wurden zahlreiche Gehege und Anlagen instand gesetzt, modernisiert oder komplett umgebaut.
Anfang 2003 wurde der Tierpark Weißwasser privatisiert. Seit dem 40. Geburtstag des Tierparks im Sommer 2006 hat der Tierpark ein eigenes lebensgroßes Maskottchen, Hedwig, die Eule, das auch im Tierparklogo sichtbar ist.